# Kempei Usui
Kempei Usui (japanisch 碓井 健平 Usui Kempei; * 15. Mai 1987 in Kashiwa) ist ein ehemaliger japanischer Fußballspieler.

## Karriere
Usui erlernte das Fußballspielen in der Schulmannschaft der Fujieda Higashi High School und der Universitätsmannschaft der Universität Tsukuba. Seinen ersten Vertrag unterschrieb er 2010 bei Shimizu S-Pulse. Der Verein spielte in der höchsten Liga des Landes, der J1 League. Für den Verein absolvierte er 14 Erstligaspiele. 2013 wechselte er zum Zweitligisten JEF United Chiba. 2015 kehrte er zu Shimizu S-Pulse zurück. Am Ende der Saison 2015 stieg der Verein in die zweite Liga ab. Für den Verein absolvierte er drei Ligaspiele. 2017 wechselte er zum Ligakonkurrenten FC Machida Zelvia. Danach spielte er beim Okinawa SV. Ende 2019 beendete er seine Karriere als Fußballspieler.

## Erfolge
Shimizu S-Pulse
- J.League Cup

Finalist: 2012
- Kaiserpokal

Finalist: 2010